# Râul Temnic
Râul Temnic (numit și Râul Slatina sau Râul Ghindăoani) este un curs de apă, afluent al râului Valea Mare. 

## Hărți
- Parcul Vânători-Neamț
- Ovidiu Gabor - Economic Mechanism in Water Management ][nefuncțională]